# Albergaria-a-Velha
Albergaria-a-Velha (aɫbɨɾgɐ'ɾiɐ ɐ 'vɛʎɐ) è un comune portoghese di 25 252 abitanti situato nel distretto di Aveiro.

## Società

### Evoluzione demografica
| Popolazione di Albergaria-a-Velha (1849 – 2006) | Popolazione di Albergaria-a-Velha (1849 – 2006) | Popolazione di Albergaria-a-Velha (1849 – 2006) | Popolazione di Albergaria-a-Velha (1849 – 2006) | Popolazione di Albergaria-a-Velha (1849 – 2006) | Popolazione di Albergaria-a-Velha (1849 – 2006) | Popolazione di Albergaria-a-Velha (1849 – 2006) | Popolazione di Albergaria-a-Velha (1849 – 2006) | Popolazione di Albergaria-a-Velha (1849 – 2006) |
| ----------------------------------------------- | ----------------------------------------------- | ----------------------------------------------- | ----------------------------------------------- | ----------------------------------------------- | ----------------------------------------------- | ----------------------------------------------- | ----------------------------------------------- | ----------------------------------------------- |
| 1849                                            | 1900                                            | 1930                                            | 1960                                            | 1981                                            | 1991                                            | 2001                                            | 2004                                            | 2006                                            |
| 4717                                            | 13526                                           | 15293                                           | 18446                                           | 21326                                           | 21995                                           | 24638                                           | 25497                                           | 25921                                           |

## Freguesias
- Albergaria-a-Velha e Valmaior
- Alquerubim
- Angeja
- Branca
- Ribeira de Fráguas
- São João de Loure e Frossos